# Grewia oligandra
Grewia oligandra är en malvaväxtart som beskrevs av Jean Baptiste Louis Pierre. Grewia oligandra ingår i släktet Grewia och familjen malvaväxter. Inga underarter finns listade i Catalogue of Life.